# Maître de Balaam

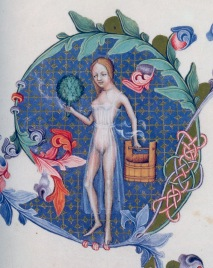
Miniature de la jeune fille au bain

Le Maître de Balaam (Balaam-Meister) est un maître anonyme qui a illustré une partie de la Bible de Wenceslas, manuscrit enluminé de la fin du XIVe siècle, commandé par le roi Wenceslas IV de Bohême. Il a illustré les chapitres du Livre des Nombres relatant les faits bibliques du temps du prophète Balaam. Les livres du Deutéronome et de Josué sont en partie enluminés par lui. Ce sont au total 125 pages qu'il a illustrées.
Il est vraisemblable que le Maître de Balaam était un enlumineur allemand du sud-est du Saint-Empire romain germanique. Il se distingue par les formes sculpturales de ses figures qui rappellent le style de l'enlumineur Conrad de Wittingau et par la palette claire de ses miniatures. Cependant la qualité de son travail n'est pas toujours égale.
Le Maître de Balaam a été réuni par les historiens d'art à l'atelier de Wenceslas qui a coordonné l'ensemble de l'œuvre.